# La Mer et les Petits Poissons
La Mer et les Petits Poissons (titre original : The Sea and Little Fishes) est une nouvelle humoristique du Disque-monde de Terry Pratchett et parue en 1998. C'est la plus longue qu'il ait publiée.
En France, cette nouvelle est parue tout d'abord dans l'anthologie Légendes (1998) composée de onze nouvelles réunies par Robert Silverberg, puis dans le recueil Nouvelles du Disque-monde publié en 2011.

## Résumé
Esméralda (dite « Esmé » ou « Mémé ») Ciredutemps discute avec Gytha Ogg (dite « Nounou Ogg »). Les deux sorcières parlent du Jugement, une rencontre annuelle de sorcellerie au cours de laquelle les sorcières de la contrée viennent démontrer leurs savoirs et leurs capacités.
Le problème est que Mémé Ciredutemps a remporté les dix dernières compétitions et que cela gêne les jeunes sorcières, qui souhaitent se montrer à leur avantage. Une délégation de trois sorcières, menée par Laitie Persoreille, se rend au domicile de Mémé pour lui faire comprendre qu'il serait temps qu'elle se retire de la compétition. Mémé Ciredutemps réplique que la compétition lors du Jugement ne requiert ni comité, ni règles, ni jury : tout le monde sait bien qui a remporté la compétition, et durant ces dernières années, c'est elle, Mémé, qui a été la meilleure. Pourquoi devrait-elle se retirer ?
Toutefois la conversation a des effets inattendus sur Mémé Ciredutemps qui sent bien que, si on la craint, en revanche on ne l’aime guère. À la stupéfaction de tous, et notamment des voisins, elle commence à se montrer « sympathique » et « aimable ». Tout le monde croit à une ultime méchanceté et on la croit devenue encore plus méchante et dangereuse qu'auparavant.
De manière encore plus inattendue, Mémé Ciredutemps annonce qu'elle ne participera pas au Jugement et qu'elle se met en retrait de la compétition.
Le Jugement arrive et, effectivement, Mémé Ciredutemps se contente d'apporter d'infâmes bonbons immangeables : personne ne lui en veut, tout le monde sait bien que depuis des décennies ses bonbons sont immangeables. Puis elle se met à l'écart et propose ses services pour surveiller le Jeu du Trésor destiné aux enfants. La compétition commence. À tour de rôle, les sorcières présentent leurs prestations. Mais aucune d'elle ne réussit à convaincre ses collègues. La présence de Mémé Ciredutemps les a stressées et elles se sentent toutes mal à l'aise.
Lorsque la fin du tournoi a lieu, tout le monde constate que la grande gagnante est, une fois de plus, Mémé Ciredutemps, qui n'y a pas participé !